# ماسيمو بوساكا

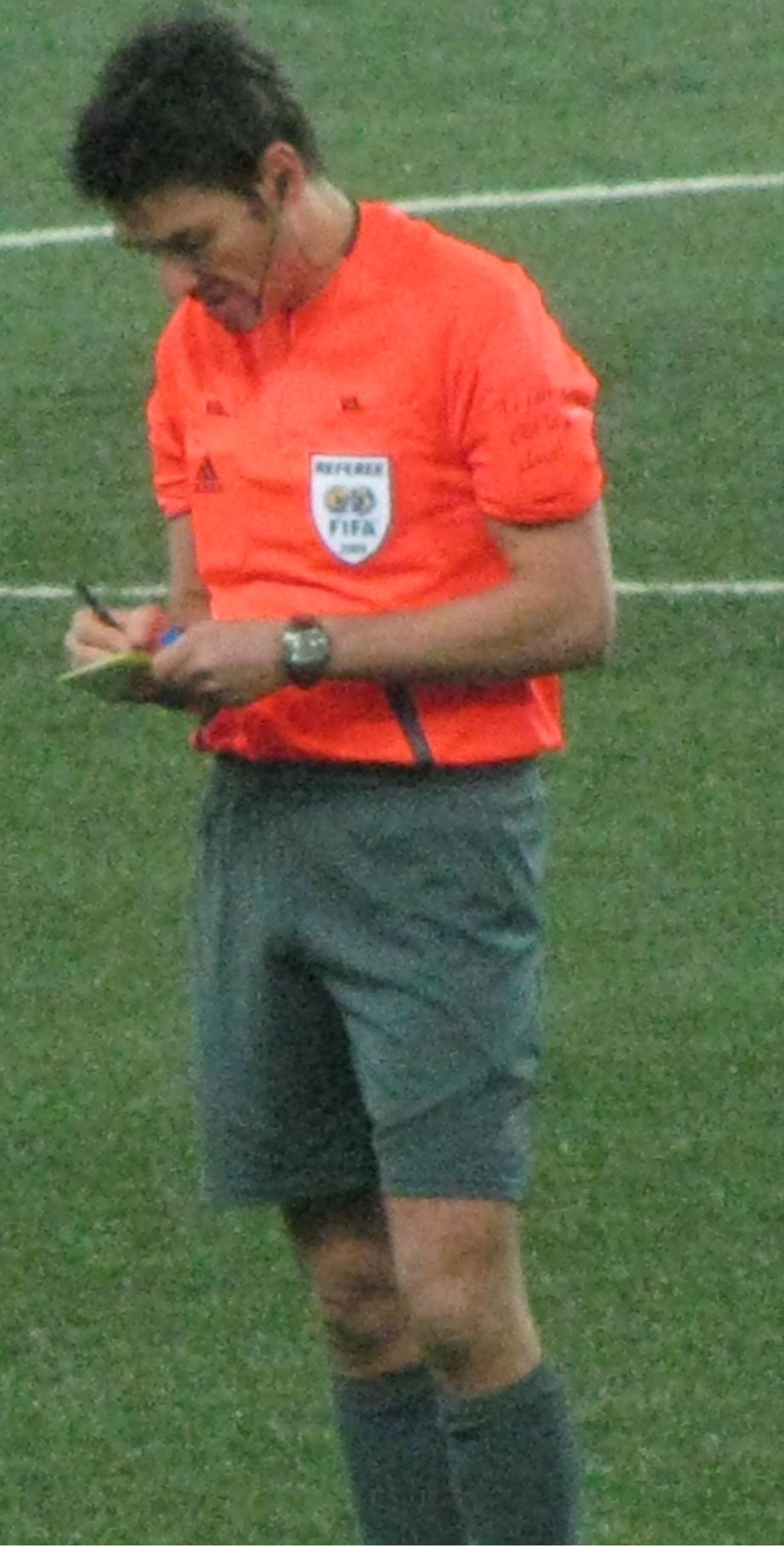
تحرير ماسيمو بوساكا

ماسيمو بوساكا، من مواليد 6 فبراير 1969 في بلينزونا، حكم كرة قدم سويسري دولي.
حكم في كأس العالم لكرة القدم 2006، وحكم في كأس الأمم الأوروبية لكرة القدم 2008، وحكم في كأس العالم لكرة القدم 2010 وهو حكم المباراة النهاية لدوري الأبطال الأوربي لعام 2009، في ملعب الأولمبيكو في روما، بين فريقي برشلونة الأسباني ومانشيستر الإنجليزي التي انتهت بفوز برشلونة 2-0. حكم نهائي كأس الاتحاد السعودي عام 2008 بين فريق النصر والهلال، وحكم نهائي كأس ولي العهد السعودي 2010 بين فريق الهلال والاهلي. وقد حكم مباراة الدوري المصري عام 2010 الدور الثاني بين الزمالك والأهلي والتي انتهت بالتعادل 3-3.
كان حكم مباراة نصف نهائى دورى ابطال أوروبا 2007/2008 بين برشلونة ومانشستر يونايتيد في الكامب نو والتي انتهت بالتعادل السلبى بين الفريقين ويجيد بوساكا التحدث بخمس لغات هي : الألمانية والإنجليزية والإيطالية والإسبانية والفرنسية.
بالأضافة للغته الام.
و قد اختير كأفضل حكم في العالم عام 2009
```
وكان حكم مباراة نصف نهائى دورى ابطال أوروبا 2007/2008 بين برشلونة ومانشستر يونايتيد في الكامب نو والتي انتهت بالتعادل السلبى بين الفريقين 
```

و يجيد بوساكا التحدث بخمس لغات هي : الألمانية والإنجليزية والإيطالية والإسبانية والفرنسية
وقد اختير كأفضل حكم في العالم عام 2009.

## روابط خارجية
- ماسيمو بوساكا على موقع Soccerway.com (الإنجليزية)